# Nitrato de níquel
Nitrato de níquel hexahidratado, Dinitrato de níquel hexa-hidratado (II) é um sal de fórmula Ni(NO₃)₂.6H₂O utilizado para preparar catalisadores de níquel para reações de hidrogenação de derivados orgânicos, em agricultura, laboratórios de pesquisa, preparo de fertilizantes, soluções estoque, entre outros. O nitrato de níquel é altamente solúvel em água e é fonte de níquel e nitrogênio na forma de nitrato (NO₃⁻). Quando em solução libera os íons Ni²⁺ e NO₃⁻, essenciais para a nutrição vegetal.,
O nitrato de níquel é estável nas condições normais de armazenamento e manuseio. Não sofre polimerização perigosa,
Condições a serem evitadas: Luz solar direta, faíscas, chamas abertas, calor, superfícies aquecidas.
Materiais ou substâncias incompatíveis: Ácidos fortes, enxofre, madeira e outros materiais combustíveis.
Produtos perigosos da decomposição: Quando aquecido, ocorre formação de gases tóxicos como óxidos de nitrogênio.

## Aplicações
O nitrato de níquel é fonte de níquel e nitrato para preparação de meios de cultura, hidroponia e pesquisa. Ao ser dissolvido em água libera um íon níquel (Ni²⁺) e dois íons nitrato (NO₃⁻), esses íons podem ser prontamente absorvidos pelas raízes e folhas das plantas.
O níquel foi recentemente descoberto como sendo essencial para o desenvolvimento vegetal em quantidades bem pequenas, sendo classificado então como um micronutriente. Ele certamente é o nutriente absorvido em menor quantidade pelos vegetais.
O excesso de níquel no solo ou solução hidropônica pode levar a problemas na absorção de ferro, manganês, zinco, entre outros. Ele compete com esses minerais nos sítios de absorção das raízes, levando a uma diminuição na absorção desses minerais, ocasionando sintomas de deficiências nutritivas como cloroses, necroses, queimaduras e murcha. É fundamental que haja apenas traços de níquel no solo ou solução para que este seja benéfico ao vegetal.
O nitrato de níquel é também fonte de nitrato (NO₃⁻), macronutriente essencial para o desenvolvimento vegetal sendo uma alternativa ao [sulfato de níquel] quando é indesejado o sulfato na solução.
Referência: Vogel, A.